# 아나스 자루리
아나스 자루리(아랍어: أنس الزروري, Anass Zaroury, 2000년 11월 7일 ~ )는 벨기에에서 태어난 모로코의 축구 선수로, 현재 그리스 수페르리가 엘라다의 파나티나이코스와 모로코 축구 국가대표팀에서 윙어로 뛰고 있다. 카일 워커에게 태클을 걸며 퇴출됐다. 2024년 헐 시티 AFC로 임대다.